# Startup Factory
Startup Factory е сдружение в обществена полза, създадено през март 2015 от група млади предприемачи, работещи в ИТ сектора. Ядрото на екипа постепенно се оформя около ентусиасти като Емилиян Енев, Вихрен Ганев, Мартин Панайотов и Ивайло Шолеков. Това, което обединява всички, е готовността им да подкрепят хората, желаещи да развиват своите дигитални умения и да стартират свой собствен бизнес .
През същата година Startup Factory отворя първото споделено работно пространство извън София и екипът им започва да организира различни събития. Съвместно с Русенски Университет "Ангел Кънчев" осъществяват първите състезания по програмиране в града, т.нар. хакатони. В тях се включват близо 100 участници – ученици, студенти и работещи, а от Startup Factory стартират и първите безплатни курсове по програмиране в Русе, организират множество уъркшопи, презентации и други събития.
Сред най-амбициозните проекти през следващите години е националната серия от хакатони CODE4TECH – състезания по програмиране в големите градове на България: Шумен, Хасково, Велико Търново, Варна и други.
Мисията на организацията е да развива ключови дигитални умения, както на ученици, така и на възрастни, осъзнали необходимостта от цифрови компетенции в 21 век. От Сдружението подкрепят качественото учене през целия живот, убедени, че ученето не се ограничава до една конкретна фаза от живота - тази на годините в училище или в университета, а се случва и в различни контексти, в течение на живота, с различен интензитет и различна необходимост.
Амбицията на екипа е да привлича хора, споделящи общи интереси и цели в управлението на бизнес и споделянето на знания и ноу-хау, като създава общности.
Целта е да се превърнат в център за взаимна подкрепа в начинанията и чрез създаването на реална стойност със страхотни продукти да променят бизнес средата в България.
Блогът на Startup Factory предоставя на читателите информативни материали в някои от най-иновативните области на съвременния свят.
Изкуственият интелект, блокчейн технологията, метавселената, децентрализираните решения - това са само част от темите, които от сдружението изследват и представят. Разбирането на концепциите за зелена и кръгова икономика е от решаващо значение за бъдещето на планетата. Блогът предоставя информация и примери за устойчиви практики и иновации. Лидерството е друга област, която от Startup Factory разглеждат, допълнена от интервюта с успешни хора, които са постигнали впечатляващи резултати в своите области.
Желанието на авторите е да предоставят качествена информация и идеи, които да помогнат на читателия да разшири своите хоризонти и да ги мотивира да се развиват.
Проект „Работилница за дигитални умения“ |юни – декември 2016
Поредица от състезания по програмиране в големите градове на България CODE4TECH |май 2016 – октомври 2017 
Програма „Startup Basics“ | Spring 2018
Проект „Новите технологии и приложението им в града“ | юли – ноември 2018
Проект „Жените в дигиталния свят“ | септември-декември 2019
„Запознайте се и програмирайте“ | октомври 2019 и септември 2020
„Обучителна програма за развитие на дигиталните умения“ | септември 2020 – юни 2021
Програма „Аватар“ – Къщата на гражданските организации в Русе | юни 2021 – април 2022
Конференция БЛОКЧЕЙН и бъдещето на публичните услуги | 12 май 2022
Проект „Седмици на дигиталното изкуство и нови технологии“ | 1 - 14 юли, 2022 „Развитие на дигитални и предприемачески умения в Русе и региона“ | октомври 2021 – септември 2023
Програми в подкрепа на украинци в Русе | май 2022 – май 2023  
Проект „Седмици на дигиталното изкуство и нови технологии“ | 3 - 20 юли, 2023 
На 12 май 2022 г. Френският институт в България и фондация Стартъп Фактори организират с подкрепата на Френското посолство в България, в зала „Славейков“, конференцията „Блокчейн и бъдещето на публичните услуги“. Събитието е част от програмата в България на Френското председателство на Съвета на ЕС.
Събитието се провежда на английски и български език (симултанен превод), а целта е да се обсъдят възможностите на новите технологии. Блокчейн или технологията „верига от блокове“ е нова цифрова инфраструктура за подсигуряване на онлайн операциите, която предлага нови хоризонти за обществените услуги чрез по-прозрачни и по-ефективни операции. Позволява да се обнови подхода към потребителските услуги в европейското пространство около по-децентрализирани публични политики, съсредоточени върху хората, благоприятни за гражданското участие и цифровия суверенитет.
Участниците в конференцията считат, че блокчейнът променя в дълбочина отношенията между гражданите и публичната администрация. Той създава нови форми на доверие и нови начини на обмен на информация. Основните въпроси, върху които дискутират участниците в конференцията са: Как ще промени блокчейн обществените ни услуги? Какво развитие може да се очаква в тази посока през следващите години?
Френският посланик Флоранс Робин и министърът на електронното управление на България в периода от 13 декември 2021 г. до 2 август 2022 г., Божидар Божанов, посрещат водещи френски, български и европейски експерти в блокчейн технологията, за да обсъдят този въпрос. Представители на гражданското общество, частния сектор и европейските институции (Европейския парламент и Европейската комисия) предстои да обсъдят последиците от тази нова технология за нашето общо бъдеще. 
Организацията предоставя възможност за членство и възможност за активно участие в нейните дейности.
1. ↑  СТАРТЪП ФЕКТЪРИ //   2015. Посетен на 2023.
2. ↑  Фабрика за стартъпи отвори врати в Русе //   2015-03-06. Посетен на 2023-06-13.
3. ↑  Мартин Димитров. StartUp-и с адрес Русе //   2015-03-18. Посетен на 2023-06-13.
4. ↑  Жюстин Томс. Емилиян Енев за дигиталното предприемачество и практичните блокчейн приложения //   2020-12-12. Посетен на 2023-06-13.
5. ↑  Адриана Йорданова. „Startup factory“ учи млади предприемачи от Русе – да финансират стартиращ бизнес //   Посетен на 2023-06-13.
6. ↑  StartUp Factory учи млади предприемачи от Русе как да стартират бизнес //   2015.
7. ↑  Венелин Добрев. Startup Factory - споделеното работно пространство в Русе //   2016-03-09. Посетен на 2023-06-13.
8. ↑  Даниела Василева. Млади хора от Русе се включиха в европейска инициатива //   2018-03-11. Посетен на 2023-06-13.
9. ↑  Първи хакатон на Startup Factory в Русе //   2015-05-14. Посетен на 2023-06-13.
10. ↑  Цвети Бунова. Startup Factory организира RuseConf 2017 //   2017.
11. ↑  Startup Factory ще проведе поредица от състезания в няколко български града //   2016-05-18. Посетен на 2023-06-13.
12. ↑  Стартъп организацията Startup Factory навърши осем години //   2023.
13. ↑  https://startupfactory.bg/bg-blockchain-conference-12-may-2022/
14. ↑  Христо Воденов. Конференцията "Блокчейн и бъдещето на публичните услуги" ще се състои на 12 май в София //   2022-04-19. Посетен на 2023-06-15.
15. ↑  Startup Factory организира Седмици на дигиталните изкуства и технологии //   2022-06-13. Посетен на 2023-06-13.
16. ↑  https://startupfactory.bg/iniziativi-za-ukrainzi-v-ruse/
17. ↑  Христина Димитрова. Украинчета учат български //   2022-06-08. Посетен на 2023-06-13.
18. ↑  Как украинците в Русе се включват в живота на града //   2023-06-06. Посетен на 2023-06-13.
19. ↑  Гергана Димитрова. Студентки по педагогика от Русенския университет учат на български 30 деца от Украйна //   2022-06-06. Посетен на 2023-06-13.
20. ↑  В Русе предстоят “Седмици на дигиталното изкуство и нови технологии” //   2023.
21. ↑  Русе става център на дигиталното изкуство и нови технологии за втора поредна година //   2023-06-12. Посетен на 2023-06-13.
22. ↑  Конференция „Блокчейн и бъдещето на публичните услуги“ //   2022-04-19. Посетен на 2023-06-15.
23. ↑  Конференция „Блокчейн и бъдещето на публичните услуги“ //   2022-06-29. Посетен на 2023-06-15.